# José Antonio Rubio Sacristán
José Antonio Rubio Sacristán (Zamora, 17 de febrer de 1903 - Valladolid, 2 de juny de 1995) va ser un estudiós i acadèmic de la historiador del dret espanyol. Formà part del consell de direcció del diari El Norte de Castilla. Es va formar inicialment com a historiador al costat dels mestres alemanys dels primers decennis del segle xx. Va ser triat el 7 de desembre de 1984 membre de la Reial Acadèmia de la Història. Va prendre possessió el 26 d'abril de 1987.

## Biografia
El pare de José era propietari d'una fàbrica de farines situada en la ribera del Duero. En Madrid estudia dret i conviu a l'espai cultural de la Residència d'Estudiants. Lloc en el qual coneix Federico García Lorca. Millorant els seus coneixements d'alemany es trasllada a Múnic on realitza estudis d'Economia i Dret històric. El 1926 realitza el doctorat a la Universitat de Friburg de Brisgòvia. en arribar a Espanya s'incorpora al Centre d'Estudis Històrics que presideix Menéndez Pidal.
Separat de la càtedra per ordre de la Presidència de la Junta Tècnica de l'Estat el 24 de setembre de 1937. Reintegrat al servei "mitjançant depuració" per Ordre Ministerial el 20 de gener de 1944. Anys després obté per oposició la Càtedra d'història del dret en la Universitat de La Laguna i el 1931 es trasllada a la Universitat de Sevilla. Els afanys per investigar la Teoria Econòmica el porten a viure a la Universitat de Colúmbia, abandonant els corrents historicistes alemanys. Retorna a Espanya i treballa a la Universitat de Valladolid. Ingressa el 1984 a la Reial Acadèmia de la Història amb discurs titulat "Una Crisis en la Ciencia Histórica". Durant 14 anys fou degà de la Facultat de Dret de la Universitat de Valladolid. El 1984 va ingressar a la Reial Acadèmia de la Història

## Obres
- La Política de Benedicto XIII desde la substracción de Aragón a su obediencia, Zamora 1926.
- Donationes post obitum y Donationes reservata usufructu en la Edad Media de León y Castilla, Anuario de Historia del Derecho 1932.
- Felix Somary, Política bancaria, trad., Madrid 1936.
- Werner Sombart y la Teoría Histórica de la Economía, Revista de Estudios Políticos, 1941.
- Jacob Burckhardt, La cultura del Renacimiento en Italia, trad., Madrid 1941.
- La España Imperial de Carlos V y su Economía, Moneda y Crédito, 1944.
- Historia económica y teoría económica, 1955-56.